# Municipio de Lincoln (condado de Ringgold)
El municipio de Lincoln (en inglés: Lincoln Township) es un municipio ubicado en el condado de Ringgold en el estado estadounidense de Iowa. En el año 2010 tenía una población de 144 habitantes y una densidad poblacional de 1,56 personas por km².

## Geografía
El municipio de Lincoln se encuentra ubicado en las coordenadas 40°51′18″N 94°24′45″O / 40.85500, -94.41250. Según la Oficina del Censo de los Estados Unidos, el municipio tiene una superficie total de 92.41 km², de la cual 91,95 km² corresponden a tierra firme y (0,5 %) 0,46 km² es agua.

## Demografía
Según el censo de 2010, había 144 personas residiendo en el municipio de Lincoln. La densidad de población era de 1,56 hab./km². De los 144 habitantes, el municipio de Lincoln estaba compuesto por el 96,53 % blancos, el 1,39 % eran afroamericanos, el 0,69 % eran asiáticos, el 1,39 % eran de otras razas. Del total de la población el 1,39 % eran hispanos o latinos de cualquier raza.